# Anna Fiske
Anna Fiske   (Ängelholm, 5 de setembre de 1964) és una il·lustradora, escriptora i dibuixant de còmic sueca establerta a Noruega.

## Trajectòria
Va néixer i es va criar al municipi suec d'Ängelholm i es va formar en disseny gràfic i il·lustració a l'acadèmia d'arts Konstfack d'Estocolm. El 1992 va començar la carrera professional i el 1994, va mudar-se a Noruega.
Ha publicat més de 60 títols en nombrosos països, d'entre els quals alguns a Suècia, malgrat que actualment viu i treballa a Oslo. Pel que fa al gènere, ha fet llibres il·lustrats i de no-ficció. També treballa com a il·lustradora de llibres d'altres autors. Fiske ha contribuït significativament a l'accés de les persones discapacitades a llibres de qualitat. Alguns dels seus llibres han disposat del suport de l'associació literària Leser søker bok.
D'entre les seves sèries de còmic destaquen Forvandlingen (1999), Snakke med dyr (2002) i Danse på teppet (2004). Va ser la directora de la revista de còmic Rabbel entre els anys 2005 i 2009. Notòriament, el seu llibre Hallo Jorda va ser nominat al Premi de la Crítica Noruega el 2007. Més endavant, el seu llibre d'il·lustracions Små og store ting du kan lage selv va rebre dos premis el 2010 i el premi Bokkunst el 2014. A més, li va ser concedit el 2016 el Premi de Literatura de l'Associació de Bibliotecaris Escolars de Noruega. El 2018, la seva obra Elven va guanyar el Premi Brage de literatura infantil, tot i que això va generar certa insatisfacció entre la població jove que la va llegir. El 2019, Fiske va rebre el premi Teskjekjerring.

## Vida personal
Està casada amb l'il·lustrador Lars Fiske.

## Obra

### Com a autora
- Forvandlingen (1999)
- Snakke med dyr (2002)
- Palle Puddel står opp (2003)
- Palle Puddel koser seg (2004)
- Danse på teppet (2004)
- Rabbel nr. 1 (2005)
- Rabbel nr. 2 (2005)
- Rabbel nr. 3 (2005)
- Sinne, Følelsesbiblioteket (2005)
- Palle Puddel kjøper olabukser (2006)
- Rabbel nr. 4 (2006)
- Rabbel nr. 5 (2006)
- Rabbel nr. 6 (2006)
- Rabbel nr. 7 (2006)
- Hallo jorda! (2007)
- Rabbel nr. 8 (2007)
- Rabbel nr. 9 (2007)
- Rabbel nr. 10 (2007)
- Rabbel nr. 11 (2007)
- Sjenanse, Følelsesbiblioteket (2007)
- Forelskelse, Følelsesbiblioteket (2007)
- Snarveien 8b (2008)
- Fra t-bane til lenestol (2008)
- Rabbel nr. 12 (2008)
- Rabbel nr. 13 (2008)
- Rabbel nr. 14 (2008)
- Rabbel nr. 15 (2008)
- Hallo byen! (2009)
- Redd, Følelsesbiblioteket (2009)
- Små og store ting du kan lage selv (2009)
- HÆ? (2010)
- Hallo Planeten! (2010)
- Morsomme ting du kan lage selv (2010)
- Farmor og jeg (2011)
- Her kommer jeg! (2011)
- Hallo fargeblyanten! (2011)
- Sjalusi, Følelsesbiblioteket (2011)
- Hallo der nede! (2012)
- Passe på en Puddel (2012)
- Tøffe ting du kan lage selv (2012)
- Palle Puddel, et hundeliv (2013)
- Hele dagen lang (2013)
- Sorg. Følelsesbiblioteket (2013)
- Mens vi venter på nissen (2013)
- Hallo havet! (2014)
- Gruppa (2014)
- Tothom té un darrere (2014)
- Hemmelige hytter (2015)
- Vaskedamen (2015)
- Lykke, Følelsesbiblioteket (2015)
- Oldemor (2016)
- Plystre på Tella (2016)
- Palle Puddel drar til New York (2016)
- Hallo Skogen! (2017)
- Trær jeg har møtt (2017)
- Bertil blir grei (2018)
- Elven (2018)
- Com es fa un bebè? (2019)
- Hvordan begynner man på skolen? (2020)
- Alt som er nytt (2020)
- Hvordan er det å være voksen? (2021)
- Museum (2022)

### Com a il·lustradora
- Den vesle kjempeboka de Lars Mæhle (2004)
- Krølle Knut de Lars Mæhle (2006)
- Fotballen på fatet d'Astrid Grønsnes (2006)
- La hendene snakke de Sigrun Nygaard Moriggi (2008)
- Kvalen blå danser salsa de T. Hellesen (2009)
- Hokus bokus (2009)
- Randi bur i koffert de Nancy Øvrehus Riveland (2012)
- Iben og forvandlingen de Geir Gulliksen (2013)
- Du og jeg Knute de Karin Kinge Lindboe (2014)
- Herr Finkel d'Anne Bjørkli (2015)
- Joel og Io de Geir Gulliksen (2015)
- Usynlige Snefrid og nusselige mus d'Ingunn Aamodt (2015)
- Usynlige Snefrid og spøkelset d'Ingunn Aamodt (2016)
- Vaken? d'Erna Osland (2017)
- Visste du at…? Katt, Hest, Hund (2017)
- Visste du at…? Sau, Gris, Ku (2018)
- Visste du at…? Mark, Maur, Mygg (2020)
- Nora faller (2020)
- Hopp (2020)
- Barnebibelen (2023)